# Jaltuschkiw
Jaltuschkiw (ukrainisch Ялтушків; russisch Ялтушков Jaltuschkow, polnisch Jałtuszkiw) ist ein Dorf im Westen der ukrainischen Oblast Winnyzja mit etwa 1400 Einwohnern (2023).

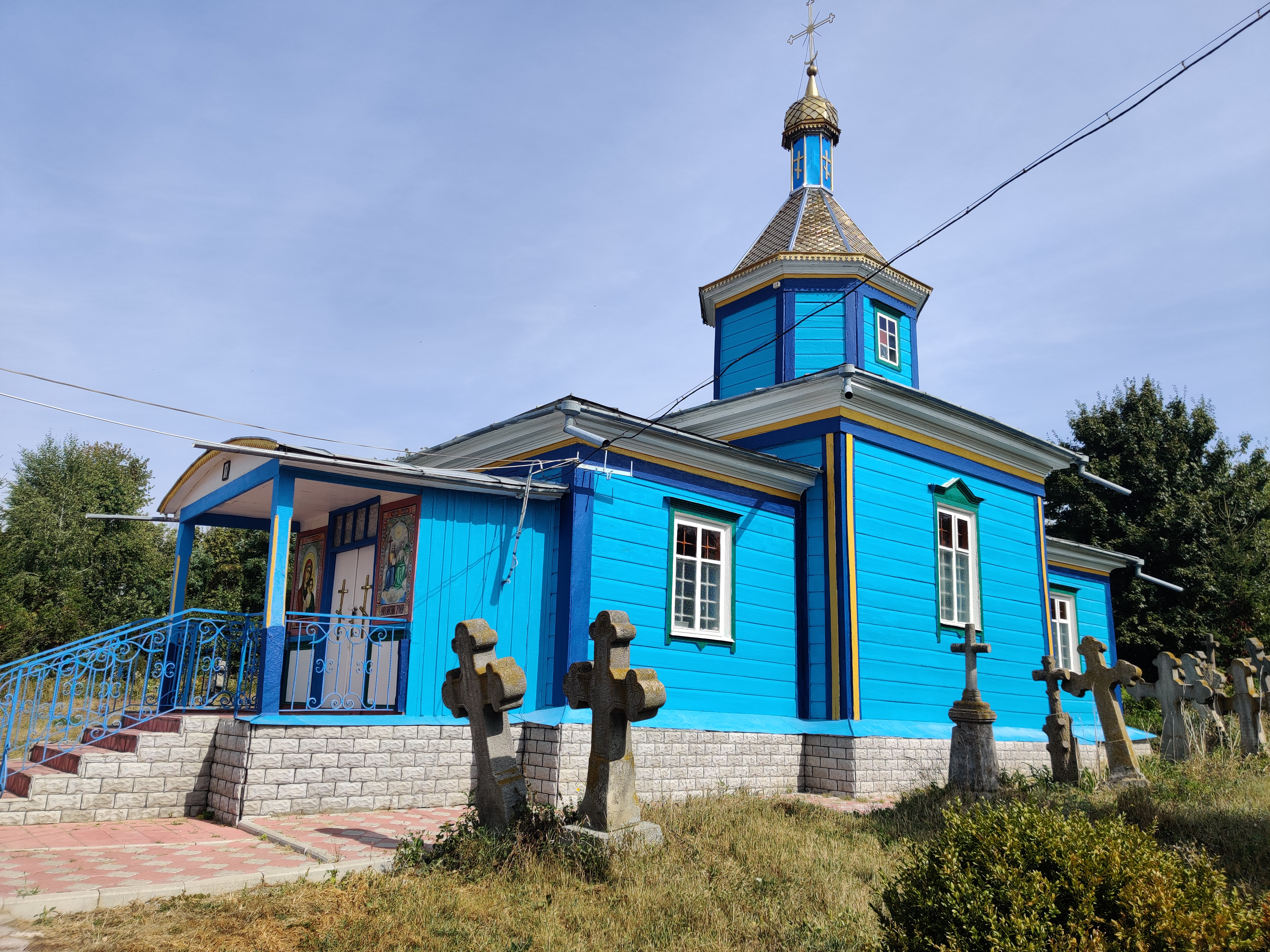
Kirche im Ort

Das Dorf wurde 1434 erstmals schriftlich erwähnt. Während der deutschen Besatzung bestand im Dorf zwischen dem 5. September 1941 und dem 15. Oktober 1942 ein jüdisches Ghetto.
Die Ortschaft liegt auf einer Höhe von 277 m am Ufer der Ljadowa (Лядова), einem 93 km langen, linken Nebenfluss des Dnister, 18 km südwestlich vom ehemaligen Rajonzentrum Bar und 82 km südwestlich vom Oblastzentrum Winnyzja.
Im Dorf trifft die Territorialstraße T–23–05 auf die T–06–10.
Am 12. Juni 2020 wurde das Dorf ein Teil der neugegründeten Stadtgemeinde Bar, bis dahin bildete es zusammen mit den Dörfern Bilytschyn (Біличин) und Sloboda-Jaltuschkiwska (Слобода-Ялтушківська) die gleichnamige Landratsgemeinde Jaltuschkiw (Ялтушківська сільська рада/Jaltuschkiwska silska rada) im Südwesten des Rajons Bar.
Am 17. Juli 2020 kam es im Zuge einer großen Rajonsreform zum Anschluss des Rajonsgebietes an den Rajon Schmerynka.

## Söhne und Töchter der Ortschaft
- Ignacy Lipczyński (1870–1932), polnischer General